# 白木光一
白木 光一（しらき こういち、1996年4月22日 - ）は、神奈川県横浜市出身の俳優、モデル。
活動期間は2005年から2010年。劇団東俳所属。

## 出演作品

### ドラマ
- 誰よりもママを愛す（2006年、TBS）　クラスメイトレギュラー
- 裸の大将（2007年、フジテレビ）　クラスメイト
- オトコの子育て（2007年、テレビ朝日）　クラスメイトレギュラー
- メイちゃんの執事（2009年、フジテレビ）　神田（幼少期）役
- ゲゲゲの女房（2010年、NHK総合）　正太役

### 舞台
- 二十四の瞳（2007年）竹下竹一（少年期）役
- 少年探偵団〜怪人二十面相を追え!!〜（2008年）野呂一平 役
- 真夏の夜の夢 （2008年）マーサ 役
- 明日への詩（2009年）主演清川純平（幼少期）役
- 王子と乞食（2010年）ヴァレル 役

### テレビ番組
- 紳助VS100人の子供達（2009年、日本テレビ）
- わたしが子どもだったころ 毛利衛編（再現ドラマ）（2009年、NHK総合）
- 魔女たちの22時（再現VTR）（2009年、日本テレビ）

### CM
- 任天堂DSソフト『イナズマイレブン』（2008年）

### モデル
- 慶進中学校 パンフレット＆ポスター（2010年）
- 制服フェスタ ポスター（2010年）
- 制服フェスタ ポスター（2011年）

### DVD
- 学研 たばこ喫煙防止ビデオ（2007年）